# Васильев, Владимир Алексеевич
Владимир Алексеевич Васильев (род. 16 августа 1954, Татарск, Новосибирская область) — российский политический деятель, депутат Государственной думы четвёртого созыва

## Биография
Окончил дефектологический факультет Московского государственного педагогического института им. В. И. Ленина по специальности «учитель-логопед» (1978), Московский открытый социальный университет (2000), Российскую академию государственной службы при Президенте РФ по специальности «Государственное и муниципальное управление» (2003).

### Депутат госдумы
7 декабря 2003 г. был избран в Государственную Думу РФ четвёртого созыва от Тушинского избирательного округа № 200.

## Награды
- Медаль ордена «За заслуги перед Отечеством» II степени (25 июля 2006 года) — за активное участие в законотворческой деятельности и многолетнюю добросовестную работу[2]